# Scolosanthus acunae
Scolosanthus acunae är en måreväxtart som beskrevs av Attila L. Borhidi och O.Muniz. Scolosanthus acunae ingår i släktet Scolosanthus och familjen måreväxter. Inga underarter finns listade i Catalogue of Life.